# Tkactwo

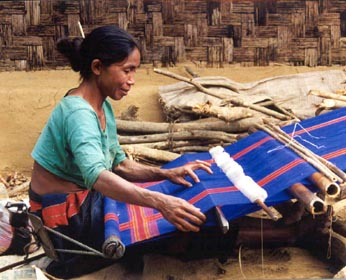
Tkająca mieszkanka Bangladeszu

Tkactwo – dział przemysłu włókienniczego i rzemiosła zajmujący się wytwarzaniem tkanin. Jedno z najstarszych rzemiosł uprawianych przez człowieka. Jego początki sięgają neolitu. Powstały wtedy najstarsze, pionowe warsztaty tkackie.

## Historia

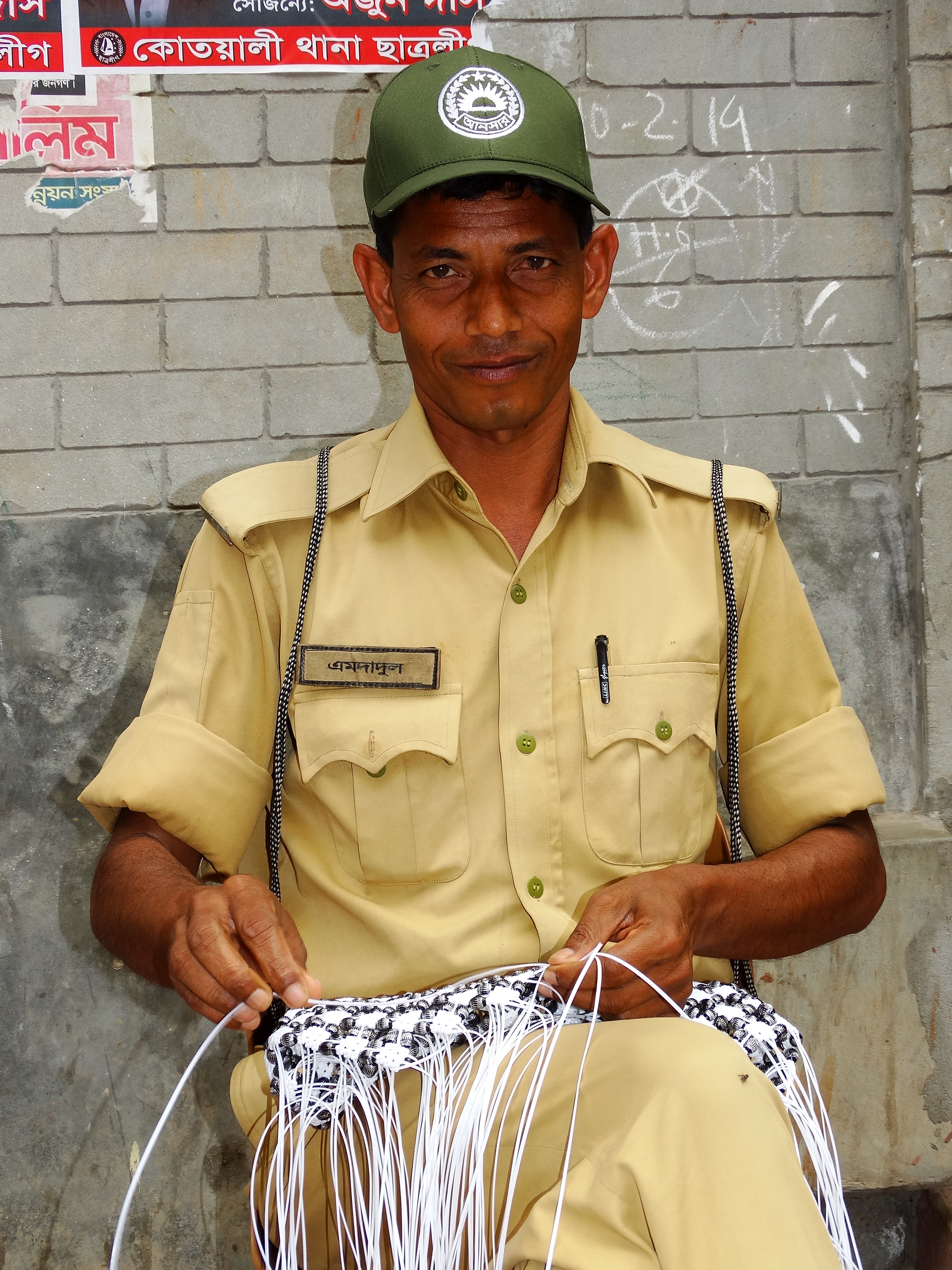
Bangladeski strażnik tkający na służbie, Dhaka

W epoce brązu powstało i rozwinęło się tkactwo tabliczkowe i naalbinding. Naalbinding, czyli tkanie igłą, ze względu na technikę wytwarzania wyrobu zbliżoną do dziania lub koronkarstwa, należy zaliczyć raczej do dziewiarstwa.
Poziome warsztaty tkackie, jak i pionowe, praktycznie w niezmienionej formie dotrwały do współczesności i nadal są wykorzystywane w mniej rozwiniętych regionach świata lub do tkactwa artystycznego i ludowego. Podobnie proste techniki tkania bardko i tabliczka są stosowane w tkactwie ludowym i artystycznym.
Krosno tkackie z ręcznym mechanizmem przerzutowym skonstruował w 1738 roku John Kay. Pierwsze krosno mechaniczne powstało za sprawą Edmunda Cartwrighta w 1785 r. i stało się przyczyną niepokojów społecznych, wznoszonych przez ludzi tracących z tego powodu pracę, połączonych z niszczeniem maszyn.
Na przełomie XVIII i XIX wieku Jacquard opracował mechanizm, który połączony z krosnem dał możliwość tkania wielkoformatowych wzorów. Wzór tkaniny programowany jest przy użyciu specjalnych kart perforowanych. Mechanizmy te nazwano od jego nazwiska – mechanizmami żakarda lub maszynami żakarda. Tkaniny tworzone przy użyciu tych maszyn – tkaninami żakardowymi.
W 1876 roku James Northrop skonstruował krosna automatyczne z wymianą wątku bez zatrzymywania pracy krosna. Spowodowało to dalsze zmniejszenie liczby osób do obsługi. Jeden tkacz może obsługiwać od 30 do 120 krosien. Kolejnym etapem rozwoju tkactwa jest skonstruowanie krosien bezczółenkowych; chwytakowych, pneumatycznych, rapierowych.
Surowcami, z których pierwotnie wytwarzano tkaniny, były wyłącznie włókna naturalne, pochodzenia roślinnego – len, konopie, bawełna, pokrzywa i zwierzęcego – wełna owcza, kozia, wielbłądzia, lam. Później opanowano obróbkę jedwabiu. W XX wieku opracowano tworzywa sztuczne, które weszły do użytku w latach 40. i 50. (nylon, bistor, sztuczny jedwab) i w latach 70. i 80. – polar i lycra, wynalezione przez koncern DuPont.
Osoba zajmująca się tkactwem to tkacz/tkaczka. Od 2008 roku w Polsce organizowane są imprezy z okazji Dnia Tkaczki.

## Galeria

Tkaniny i warsztaty tkackie z terenów Polski
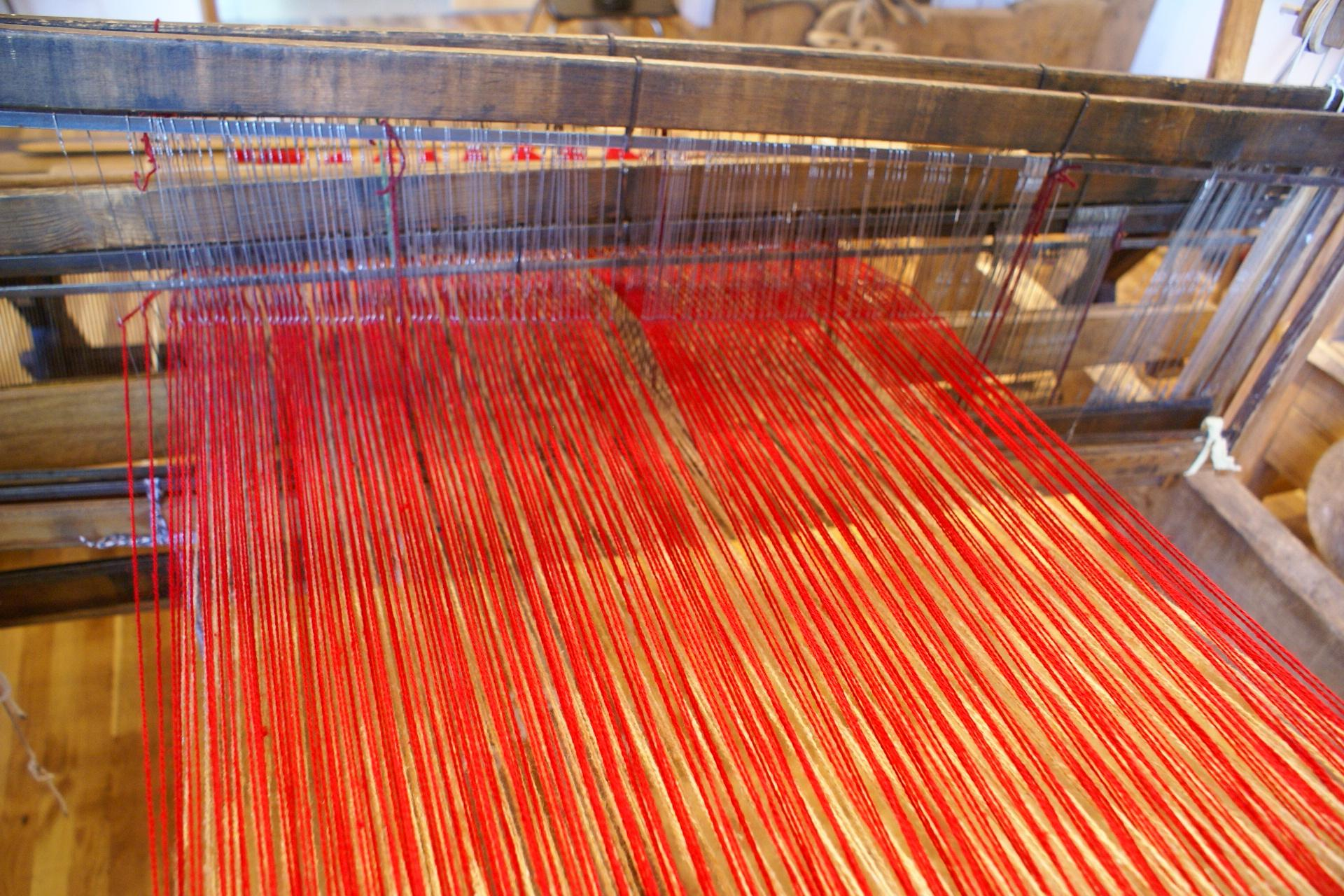
Osnowa założona na warsztat tkacki - Niemczyn
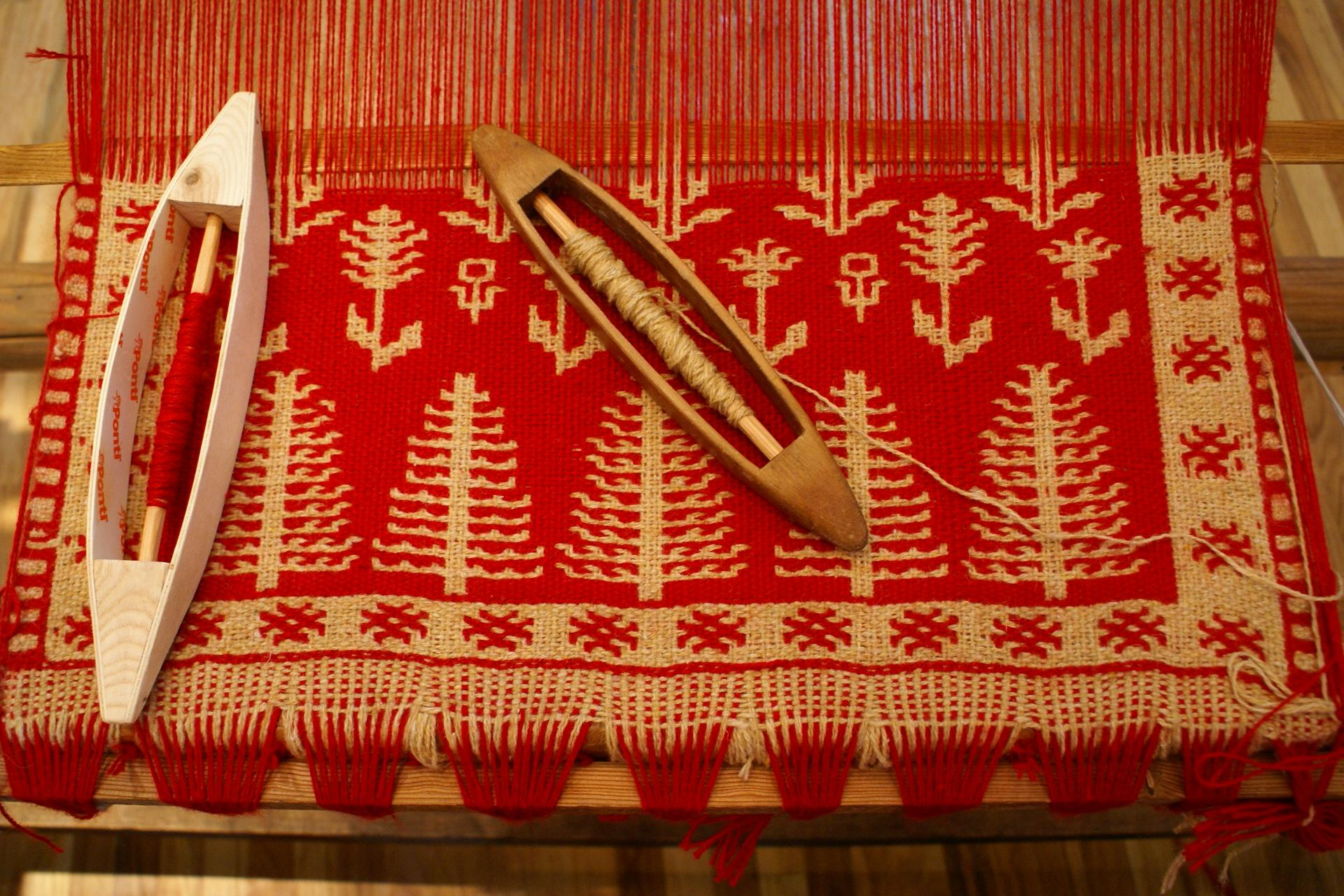
Tkanina dwuosnowowa i czółenka - Niemczyn, woj. podlaskie
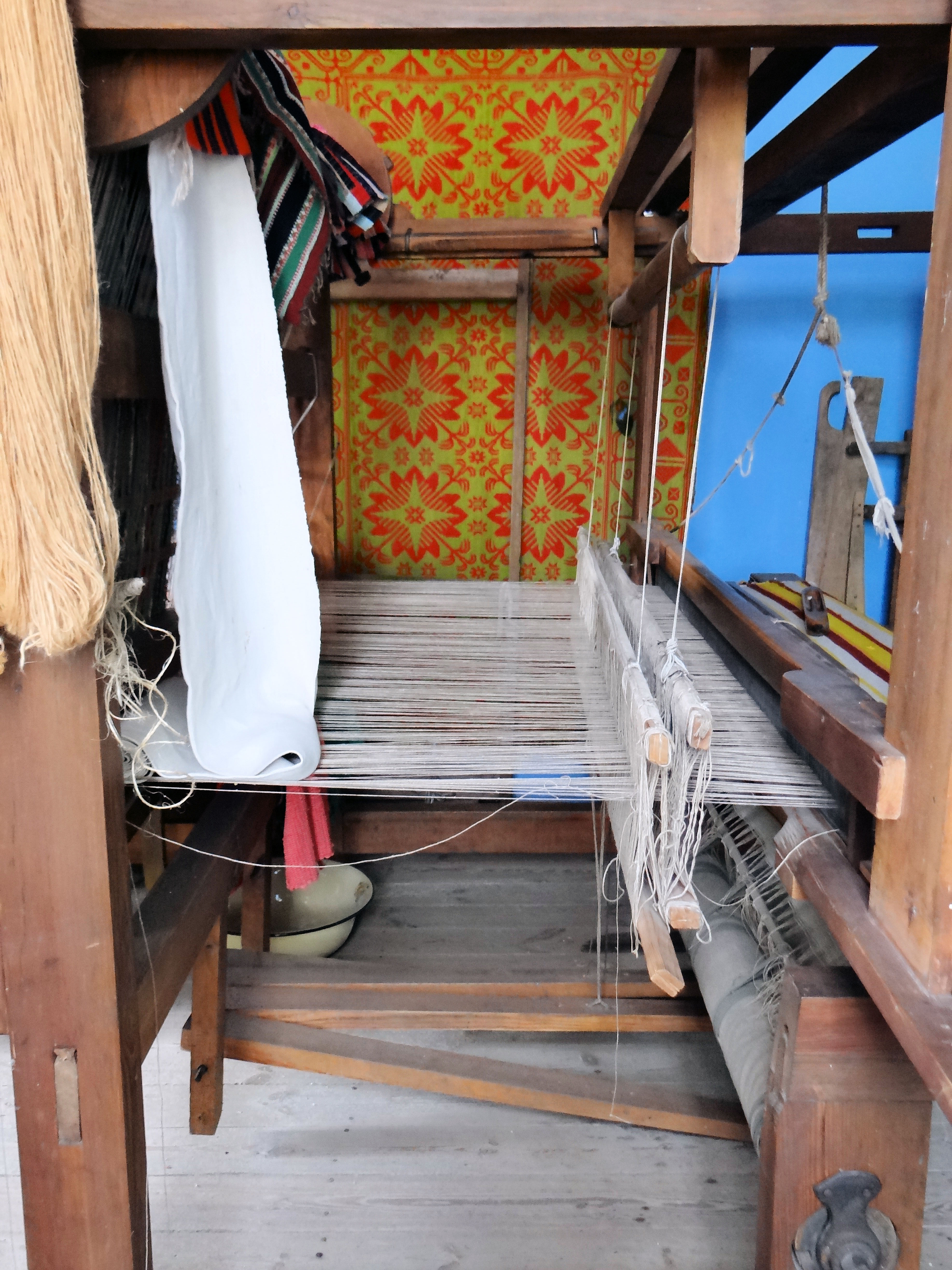
Warsztat tkacki - ekspozycja w Kuźni Kurpiowskiej w Pniewie
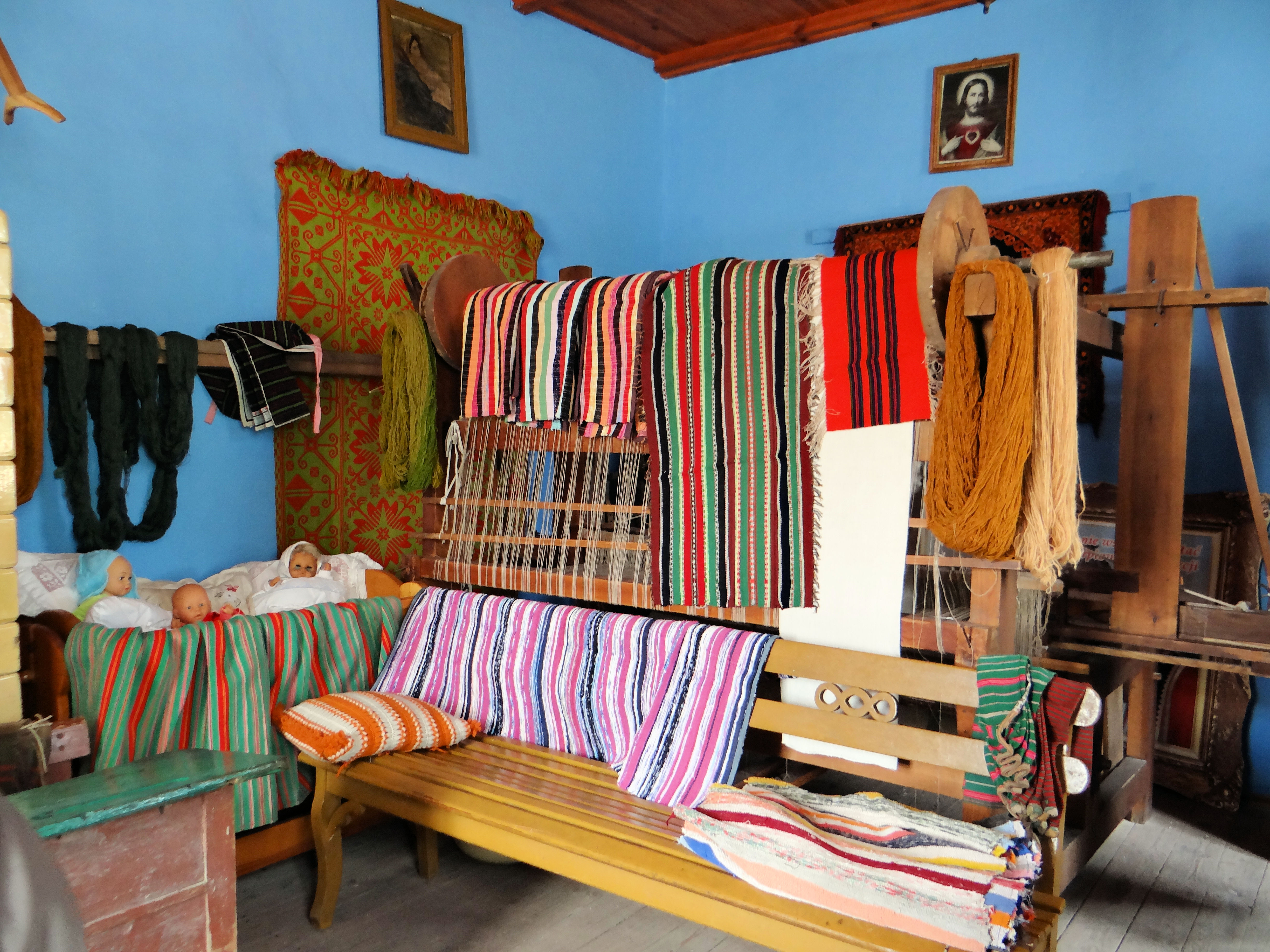
Tkaniny w Kuźni Kurpiowskiej w Pniewie
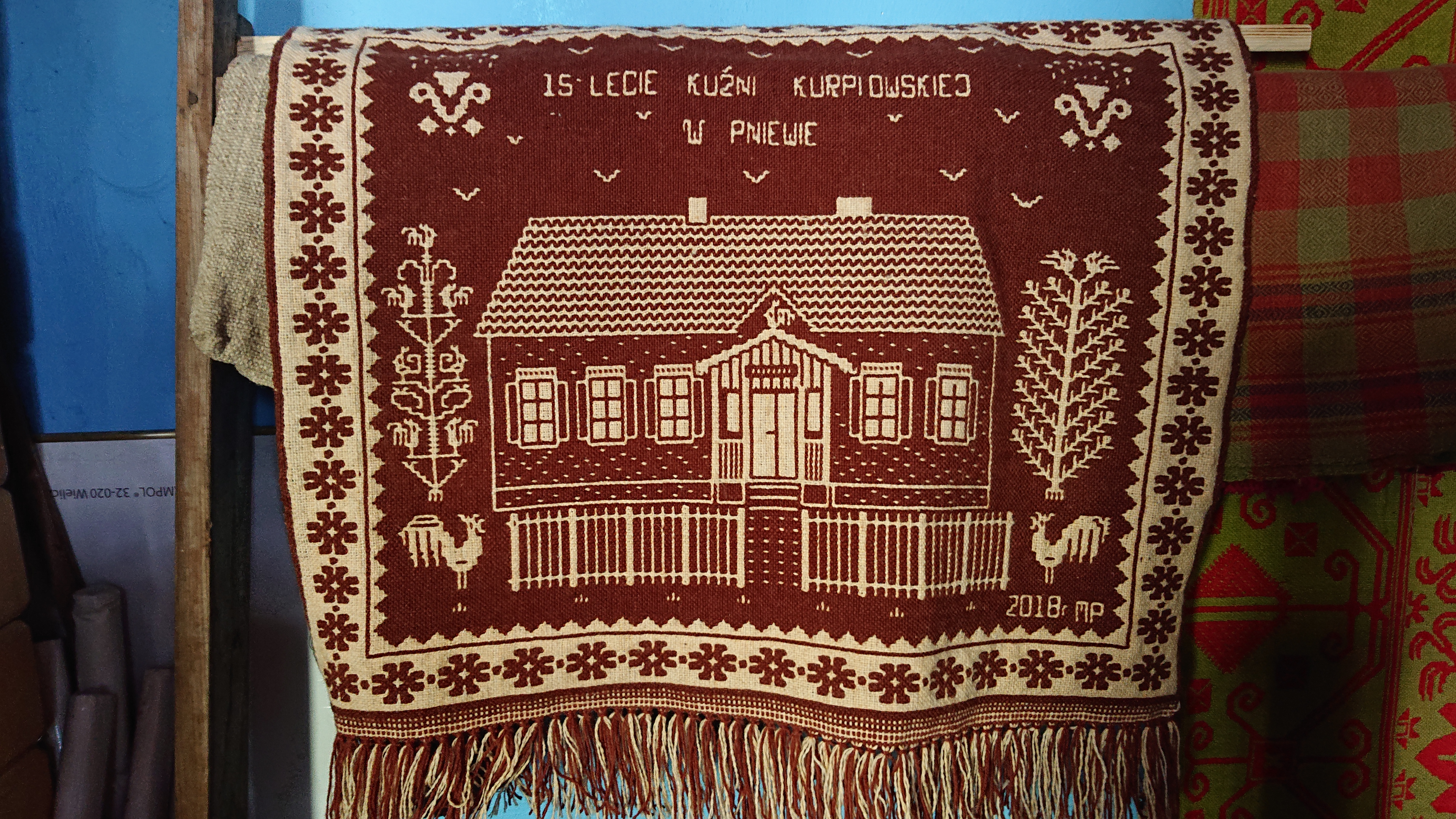
Tkanina kurpiowska z Puszczy Białej
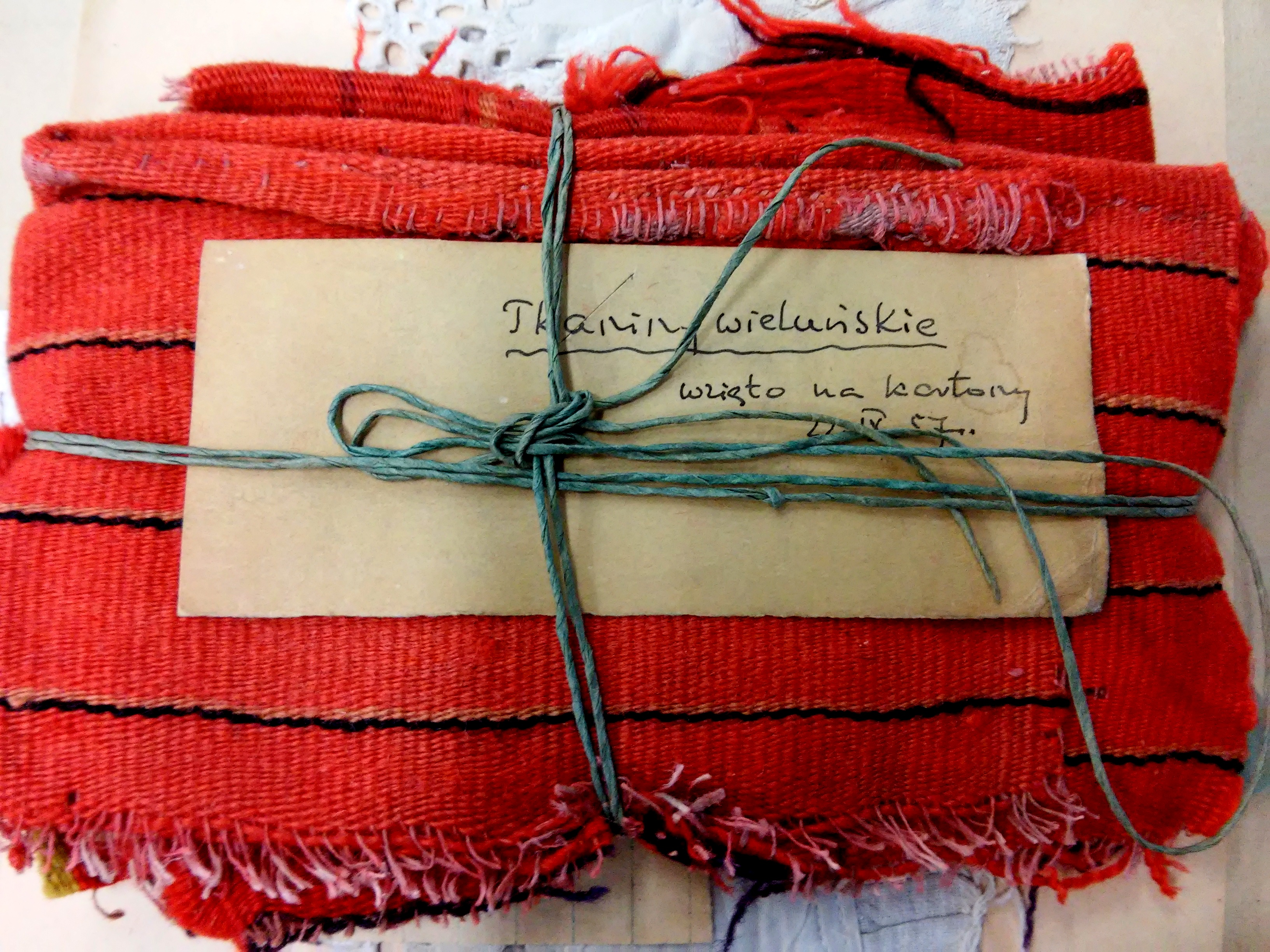
Fragment tkaniny wieluńskiej
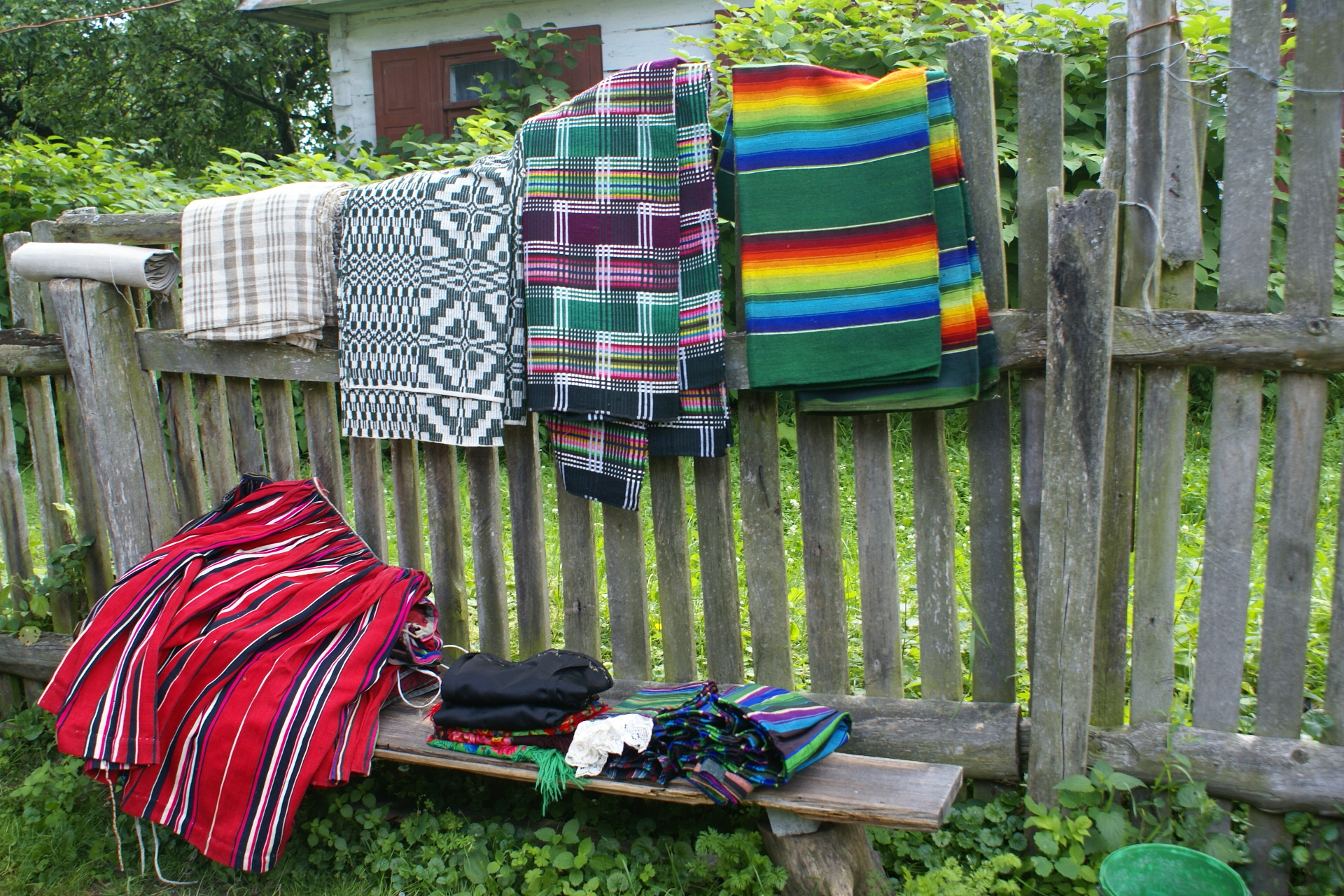
Tkaniny z Lubelszczyzny